# روب كوت
روب كوت هو لاعب كرة قدم كندية كندي، ولد في 5 يوليو 1986 في كالغاري في كندا.